# Religija u Danskoj
Religija u Danskoj zastupljena je s nekoliko vjerskih zajednica.

## Povijest
Danska je tradicijski kršćanska zemlja. Do pojave protestantizma pripadala je zapadnoj, Rimokatoličkoj Crkvi. Danas je većinom protestantska.

## Vjerska struktura
Procjene koje navodi CIA za 2012. godinu govore o sljedećem vjerskom sastavu:
- evangelički luterani (službena) 80%
- muslimani 4%
- ostali, svi manje od 1%: rimokatolici, pravoslavni (Srpska pravoslavna Crkva), židovske vjere, baptisti, budisti) 16%

## Galerija
- Širenje kršćanstva u Europi i na Sredozemlju.
- Europa u doba velike podjele 1054. godine.
- Religija u Europi, na Sredozemlju i na Bliskom Istoku 1100.
- Religije u Europi 1560.